# Ladies Open Lausanne 2019
Ladies Open Lausanne 2019 — жіночий тенісний турнір, що проходив на відкритих кортах з ґрунтовим покриттям Tennis Club Stade-Lausanne у Лозанні (Швейцарія). Це був 27-й за ліком WTA Swiss Open (вперше у Лозанні). Належав до категорії International в рамках Туру WTA 2019. Тривав з 15 до 21 липня 2019 року.

## Очки і призові

### Розподіл очок
| Дисципліна              | П   | Ф   | ПФ  | ЧФ | 1/8 | 1/16 | Q   | Q2  | Q1  |
| Жінки, одиночний розряд | 280 | 180 | 110 | 60 | 30  | 1    | 18  | 12  | 1   |
| Жінки, парний розряд    | 280 | 180 | 110 | 60 | 1   | Н/Д  | Н/Д | Н/Д | Н/Д |

### Розподіл призових грошей
| Дисципліна              | П       | F       | ПФ      | ЧФ     | 1/8    | 1/16   | Q2     | Q1   |
| Жінки, одиночний розряд | $43,000 | $21,400 | $11,500 | $6,175 | $3,400 | $2,100 | $1,020 | $600 |
| Жінки, парний розряд    | $12,300 | $6,400  | $3,435  | $1,820 | $960   | Н/Д    | Н/Д    | Н/Д  |

## Учасниці основної сітки в одиночному розряді

### Сіяні учасниці
| Країна    | Гравчиня           | Рейтинг1 | Сіяна |
| --------- | ------------------ | -------- | ----- |
| Німеччина | Юлія Гергес        | 17       | 1     |
| Франція   | Каролін Гарсія     | 23       | 2     |
| Франція   | Алізе Корне        | 51       | 3     |
| Румунія   | Міхаела Бузернеску | 53       | 4     |
| Німеччина | Татьяна Марія      | 65       | 5     |
| Україна   | Катерина Козлова   | 66       | 6     |
| Австралія | Дарія Гаврилова    | 74       | 7     |
| Канада    | Ежені Бушар        | 79       | 8     |

- 1 Рейтинг подано станом на 1 липня 2019.

### Інші учасниці
Нижче наведено учасниць, які отримали вайлд-кард на участь в основній сітці:
- Ілена Ін-Альбон
- Тесс Суньйо
- Сімона Валтерт

Нижче наведено гравчинь, які пробились в основну сітку через стадію кваліфікації:
- Джулія Гатто-Монтіконе
- Varvara Gracheva
- Барбара Гаас
- Аллі Кік
- Джасмін Паоліні
- Анастасія Потапова

Такі тенісистки потрапили в основну сітку як Щасливі лузери:
- Хань Сіньюнь
- Крістіна Кучова

### Відмовились від участі
- Катерина Александрова → її замінила  Наталія Віхлянцева
- Катерина Козлова → її замінила  Хань Сіньюнь
- Менді Мінелла → її замінила  Крістіна Кучова
- Кароліна Мухова → її замінила  Мартіна Тревізан
- Євгенія Родіна → її замінила  Менді Мінелла
- Леся Цуренко → її замінила  Конні Перрен
- Ч Шуай → її замінила  Антонія Лоттнер

### Знялись
- Юлія Гергес (травма правого передпліччя)

## Учасниці основної сітки в парному розряді

### Сіяні пари
| Країна    | Гравчиня           | Країна    | Гравчиня           | Рейтинг1 | Сіяна |
| --------- | ------------------ | --------- | ------------------ | -------- | ----- |
| Австралія | Монік Адамчак      | КНР       | Хань Сіньюнь       | 115      | 1     |
| Швейцарія | Тімеа Бачинскі     | Румунія   | Міхаела Бузернеску | 137      | 2     |
| Німеччина | Мона Бартель       | Швейцарія | Ксенія Нолл        | 171      | 3     |
| Грузія    | Оксана Калашникова | Японія    | Ена Сібахара       | 172      | 4     |

- 1 Рейтинг подано станом на 1 липня 2019.

### Інші учасниці
Нижче наведено пари, які отримали вайлдкард на участь в основній сітці:
- Ілена Ін-Альбон /  Конні Перрен
- Тесс Суньйо /  Сімона Валтерт

### Знялись з турніру
- Полін Пармантьє (вірусне захворювання)

## Переможниці

### Одиночний розряд
- Фіона Ферро —  Алізе Корне 6–1, 2–6, 6–1

### Парний розряд
- Анастасія Потапова /  Яна Сізікова —  Монік Адамчак /  Хань Сіньюнь, 6–2, 6–4